# Luigi Gozzi (patriota)
Luigi Gozzi (Castel Goffredo, 1822 – Castel Goffredo, ...) è stato un avvocato e patriota italiano.

## Biografia
Figlio di Vincenzo Gozzi e assistito dallo zio religioso Carlo, intraprese gli studi giuridici presso l'Università di Padova. Arruolatosi nel 1843 nell'artiglieria di Marina, si laureò e venne congedato nel 1850.
Era praticante dal notaio Giovanni Coffani quando venne arrestato il 13 marzo 1852 con l'accusa di avere posseduto il libro vietato "Pio IX e l'Italia", alcuni bollettini mazziniani e un foglio satirico sulla ferrovia Mantova-Verona. Durante l'interrogatorio fece anche il nome di alcuni compaesani, tra i quali Omero Zanucchi, che gli aveva proposto alcune cartelle del prestito mazziniano.
Sorvegliato politico, fu amnistiato il 19 marzo 1853.